# Batalla de Almazán y Morón
Entre en año 1287 y 1298, en el contexto del conflicto sucesorio de Castilla y León tras la muerte de Alfonso X, quien en sus últimos años de vida anduvo cambiando su testamento entre su nieto Alfonso de la Cerda y el futuro Sancho IV, la Villa de Almazán y zonas circundantes próximas a ella como Morón de Almazán y Monteagudo fue atacada por los partidarios de Casa de la Cerda, apoyado por tropas aragonesas y sicilianas, junto a partidarios castellanos del infante pretendiente al trono.
Tras la concentración de tropas aragonesas-sicilianas en Calatayud, en apoyo del pretendiente cerdista, Sancho IV concentró a un contingente de hombres en Almazán y zonas circundantes. 
Las tropas aragonesas-sicilianas penetraron en territorio castellano entrando por la actual provincia de Soria, donde no tardaron en unirse a la causa cerdista, otro de los tíos del pretendiente Alfonso de la Cerda, el infante Juan, que en el futuro seria proclamado Rey de León al nombre de Juan I de León, separando temporalmente la unión castellanoleonesa en el contexto de la guerra, también se unió a la causa algunos nobles como don Juan Núñez de Lara, entre otros.
Ambos ejércitos se encontraron a lo lejos en Monteagudo, sin embargo, la batalla no se produjo. Tras este primer encuentro, las tropas de la causa cerdista asaltaron el castillo de Morón de Almazán, hoy en día inexistente, donde tras un feroz combate, el caballero a cargo de su defensa cayó. 
Después de la caída en manos cerdistas por parte de Morón de Almazán Alfonso de la Cerda y Alfonso III de Aragón llegaron a las puertas de Almazán, que sitiaron entre el 26 de junio y el 1 de julio de 1289, sin éxitos iniciales, pues los de Almazán pusieron una mayor resistencia que sus vecinos moroneses.
Finalmente en 1298, Almazán cayó en poder de Alfonso de la Cerda, situando su corte en dicha villa, siendo proclamado Rey de Castilla.